# Higuera de las Dueñas
Higuera de las Dueñas es un municipio y una localidad española perteneciente a la provincia de Ávila, en la comunidad autónoma de Castilla y León. El término municipal tiene una población de 270 habitantes (INE 2024).

## Símbolos
El escudo heráldico y la bandera que representan al municipio fueron aprobados oficialmente el 12 de marzo de 2000. El escudo se blasona de la siguiente manera:

Escudo: Campo de Gules, una higuera de plata, frutada de oro, acolada de báculo de oro en palo. En el jefe, armas del linaje Mendoza, Duques del Infantado y Marqueses de Montesclaros: Cuartelado en aspa. Primero y cuarto, campo de Sinople cargado de una banda oro sobre cargada de una cotiza de Gules; segundo y tercero, campo de oro cargado de la leyenda, en azur, “Ave María”, “ Gratia Plena”. Al timbre Corona Real de España.
Boletín Oficial de Castilla y León nº 83 de 2 de mayo de 2002

La descripción de la bandera sigue así:

Bandera: Cuadrada, de proporción 1:1, de color carmesí, y en su centro el escudo municipal, en sus colores.
Boletín Oficial de Castilla y León nº 83 de 2 de mayo de 2002

## Geografía
La localidad se sitúa al sur de la sierra de Gredos y está incluida en el alto valle del Tiétar; se encuentra a una altitud de 634 m s. n. m. Su suelo es granítico, y se eleva en la sierra de la Higuera, pequeño contrafuerte situado entre Gredos y la sierra de San Vicente. Corresponde al límite oriental de la región botánica lusoextremadurense, aunque la influencia atlántica ya se encuentra aquí muy debilitada. El clima es continental[cita requerida], suavizado por la protección de la sierra de Gredos. La vegetación principal es encinar sobre suelos ácidos, con enebros aislados y coasionales pequeñas manchas de roble melojo.
Limita con los términos municipales de La Adrada Sotillo de la Adrada y Fresnedilla, ambos de la misma provincia, con los de El Real de San Vicente y Pelahustán, en la provincia de Toledo, y con el de Cenicientos, en Madrid.
| Noroeste: La Adrada                                    | Norte: Sotillo de la Adrada           | Noreste: Sotillo de la Adrada              |
| Oeste: Fresnedilla                                     |                                       | Este: Cenicientos (Comunidad de Madrid)    |
| Suroeste: El Real de San Vicente (provincia de Toledo) | Sur: Pelahustán (provincia de Toledo) | Sureste: Cenicientos (Comunidad de Madrid) |

## Historia
Se encuentra en pleno territorio de la tribu prerromana de los vetones, y no es imposible que existieran asentamientos en esa zona. Pero la fundación de Higuera parece datar de la fase de la Reconquista en la que el obispado de Ávila se encargó de avanzar hacia el sur de Gredos por esta zona. Su nombre hace referencia a la cesión de la propiedad municipal a una orden monástica.

## Demografía
Higuera de las Dueñas cuenta con una población de 270 habitantes (INE 2024).
| Gráfica de evolución demográfica de Higuera de las Dueñas entre 1842 y 2021                                           |
| |
| Población de derecho según los censos de población del INE. Población de hecho según los censos de población del INE. |

## Cultura
Banda municipal de música de Higuera de las Dueñas
Los primeros pensamientos en crear una banda de música en Higuera de las Dueñas surgen de un grupo de tambores de Semana Santa en 2008. Ya en el verano de ese mismo año, Diego Garrigo Prieto emprende el proyecto impartiendo clases teóricas a los 15 voluntarios dispuestos a formar una banda.
En 2009, el Ayuntamiento les proporciona los instrumentos y realizan su primera aparición en las fiestas patronales de su localidad, en septiembre de 2009.
En 2011 ha participado en el Encuentro X Aniversario de la Banda de Piedralaves, en 2012 en el XIX Festival de Bandas de San Martín de Valdeiglesias, en 2014 en el I Encuentro de Bandas de Pelahustán y un Concierto de Navidad en Collado de Contreras, Ávila. En Higuera de las Dueñas ya forma parte de su ciclo anual los conciertos de Semana Santa, de verano y de Navidad, además de las fiestas patronales.